# Pastuchov
Pastuchov es un municipio situado en el distrito de Hlohovec, en la región de Trnava, Eslovaquia. Tiene una población estimada, en noviembre de 2023, de 949 habitantes.
Está ubicado en el centro-este de la región, cerca del río Váh (cuenca hidrográfica del Danubio) y de la región de Nitra.

## Demografía
| Año        | 1994 | 2004    | 2014    | 2024    |
| ---------- | ---- | ------- | ------- | ------- |
| Población  | 961  | 982     | 970     | 934     |
| Diferencia |      | +2,18 % | −1,22 % | −3,71 % |

| Año        | 2023 | 2024    |
| ---------- | ---- | ------- |
| Población  | 948  | 934     |
| Diferencia |      | −1,47 % |